# Grande Prêmio Brasil Caixa 2020
Das Grande Prêmio Brasil Caixa 2020 war eine Leichtathletik-Veranstaltung, die am 6. Dezember 2020 in der COTP Stadium in São Paulo stattfand. Die Veranstaltung war Teil der World Athletics Continental Tour und zählte zu den Silber-Meetings, der zweithöchsten Kategorie dieser Leichtathletik-Serie.

## Resultate

### Männer

#### 100 m
| Platz | Athlet                     | Land | Zeit (s) |
| ----- | -------------------------- | ---- | -------- |
| 1     | Felipe Bardi dos Santos    | BRA  | 10,25 SB |
| 2     | Paulo André de Oliveira    | BRA  | 10,30 SB |
| 3     | Aldemir da Silva Júnior    | BRA  | 10,41 SB |
| 4     | Diego Palomeque            | COL  | 10,46    |
| 5     | Luis Gabriel Pereira Silva | BRA  | 10,52 SB |
| 6     | Yancarlos Martínez         | DOM  | 10,68 SB |
| 7     | Emre Zafer Barnes          | TUR  | 10,69    |
| 8     | Rodrigo do Nascimento      | BRA  | 12,45    |

Wind: −0,2 m/s

#### 400 m
| Platz | Athlet              | Land | Zeit (s) |
| ----- | ------------------- | ---- | -------- |
| 1     | Lucas Carvalho      | BRA  | 45,77    |
| 2     | Anderson Henriques  | BRA  | 45,90 SB |
| 3     | Pedro de Oliviera   | BRA  | 46,55 SB |
| 4     | Marcos Moraes       | BRA  | 46,56 PB |
| 5     | Robert Parge        | ROM  | 46,89 SB |
| 6     | Alexander Russo     | BRA  | 47,31 SB |
| 7     | Bruno da Silva      | BRA  | 48,21 SB |
|       | Peterson dos Santos | BRA  | DNF      |

#### 800 m
| Platz | Athlet                | Land | Zeit (min) |
| ----- | --------------------- | ---- | ---------- |
| 1     | Matheus Pessoa        | BRA  | 1:48,20 SB |
| 2     | Italo de Araujo       | BRA  | 1:48,50 PB |
| 3     | Leandro Alves         | BRA  | 1:48,78 PB |
| 4     | Guilherme Orenhas     | BRA  | 1:49,43 SB |
| 5     | Max dos Santos        | BRA  | 1:50,53 SB |
| 6     | Eduardo Moreira       | BRA  | 1:50,81    |
| 7     | Matheus de Souza      | BRA  | 1:52,65    |
|       | Pedro de Palma Junior | BRA  | DNF        |

#### 110 m Hürden
| Platz | Athlet                  | Land | Zeit (s) |
| ----- | ----------------------- | ---- | -------- |
| 1     | Jonathas Brito          | BRA  | 13,71 SB |
| 2     | Rafael Henrique Pereira | BRA  | 13,72 PB |
| 3     | Fanor Escobar           | COL  | 13,73    |
| 4     | Paulo Henrique da Silva | BRA  | 13,81 SB |
| 5     | Eduardo de Deus         | BRA  | 13,83    |
| 6     | Silvio de Souza         | BRA  | 14,08 SB |
| 7     | Matheus Rocha           | BRA  | 14,26    |

Wind: −0,6 m/s

#### 400 m Hürden
| Platz | Athlet            | Land | Zeit (s) |
| ----- | ----------------- | ---- | -------- |
| 1     | Márcio Teles      | BRA  | 50,60 SB |
| 2     | Mahau Suguimati   | BRA  | 51,19    |
| 3     | Guillermo Ruggeri | ARG  | 51,22 SB |
| 4     | Hederson Estefani | BRA  | 51,24 SB |
| 5     | Caio de Almeida   | BRA  | 51,58 SB |
| 6     | Julio de Oliveira | BRA  | 53,78    |
| 7     | Asafe Virgolino   | BRA  | 56,44    |

#### 3000 m Hindernis
| Platz | Athlet               | Land | Zeit (min) |
| ----- | -------------------- | ---- | ---------- |
| 1     | Geoffrey Kipkemboi   | KEN  | 8:27,58 PB |
| 2     | Altobeli da Silva    | BRA  | 8:32,71 SB |
| 3     | Wilberforce Kones    | KEN  | 8:37,85 SB |
| 4     | Daniel do Nascimento | BRA  | 8:51,69 SB |
| 5     | Jean Machado         | BRA  | 9:15,67 SB |
| 6     | José Vieira da Silva | BRA  | 9:18,90 SB |
| 7     | Michael Trindade     | BRA  | 9:25,61 SB |

#### Hochsprung
| Platz | Athletin          | Land | Höhe (m) |
| ----- | ----------------- | ---- | -------- |
| 1     | Fernando Ferreira | BRA  | 2,25     |
| 2     | Thiago Moura      | BRA  | 2,22     |
| 3     | Carlos Layoy      | ARG  | 2,19 SB  |
| 4     | Elton Petronilho  | BRA  | 2,13     |
| 5     | Gerson Baldé      | POR  | 2,10     |
| 6     | Lucas Silva       | BRA  | 2,10     |
| 7     | Talles Silva      | BRA  | 2,05     |

#### Stabhochsprung
| Platz | Athletin            | Land | Höhe (m) |
| ----- | ------------------- | ---- | -------- |
| 1     | Germán Chiaraviglio | ARG  | 5,55     |
| 2     | Abel Curtinove      | BRA  | 5,05     |
| 3     | Bruno Spinelli      | BRA  | 4,90     |
|       | Augusto Dutra       | BRA  | NM       |
|       | Lucca Torres        | POR  | NM       |

#### Weitsprung
| Platz | Athletin        | Land | Weite (m) |
| ----- | --------------- | ---- | --------- |
| 1     | Alexsandro Melo | BRA  | 7,86      |
| 2     | Danylo Martins  | BRA  | 7,71 SB   |
| 3     | Ulisses Costa   | BRA  | 7,68      |
| 4     | Daniel Pineda   | CHI  | 7,58 w    |
| 5     | Tiago da Silva  | BRA  | 7,47      |
| 6     | Lourival Neto   | BRA  | 7,36      |
| 7     | Braian Lopez    | ARG  | 6,90 w    |

#### Dreisprung
| Platz | Athletin         | Land | Weite (m) |
| ----- | ---------------- | ---- | --------- |
| 1     | Maximiliano Díaz | ARG  | 16,24     |
| 2     | Alexsandro Melo  | BRA  | 16,21 SB  |
| 3     | Mateus de Sá     | BRA  | 16,18 w   |
| 4     | Geiner Moreno    | COL  | 16,16 SB  |
| 5     | Jean Rosa        | BRA  | 15,87 SB  |
| 6     | Ulisses Costa    | BRA  | 15,85 w   |

#### Kugelstoßen
| Platz | Athlet           | Land | Weite (m) |
| ----- | ---------------- | ---- | --------- |
| 1     | Darlan Romani    | BRA  | 20,91     |
| 2     | Willian Dourado  | BRA  | 19,05     |
| 3     | William Braido   | BRA  | 19,04     |
| 4     | Welington Morais | BRA  | 18,81     |
| 5     | Ignacio Carballo | ARG  | 18,75     |
| 6     | Saymon Hoffmann  | BRA  | 16,48 SB  |

### Frauen

#### 100 m
| Platz | Athlet                | Land | Zeit (s) |
| ----- | --------------------- | ---- | -------- |
| 1     | Vitória Cristina Rosa | BRA  | 11,30    |
| 2     | Ana Carolina Azevedo  | BRA  | 11,36 PB |
| 3     | Anahí Suárez          | ECU  | 11,39 PB |
| 4     | Ángela Tenorio        | ECU  | 11,41 SB |
| 5     | Lorraine Martins      | BRA  | 11,52 SB |
| 6     | Rosângela Santos      | BRA  | 11,59 SB |
| 7     | Bruna Farias          | BRA  | 11,80    |

Wind: +0,3 m/s

#### 400 m
| Platz | Athlet             | Land | Zeit (s) |
| ----- | ------------------ | ---- | -------- |
| 1     | Jennifer Padilla   | COL  | 52,62 SB |
| 2     | Tiffani Marinho    | BRA  | 53,24    |
| 3     | Tábata de Carvalho | BRA  | 53,69    |
| 4     | Joelma Sousa       | BRA  | 55,22    |
| 5     | Ana Lopes          | BRA  | 55,50 SB |
| 6     | Maria de Sena      | BRA  | 55,70    |
| 7     | Cristiane Silva    | BRA  | 56,49    |

#### 100 m Hürden
| Platz | Athlet           | Land | Zeit (s) |
| ----- | ---------------- | ---- | -------- |
| 1     | Ketiley Batista  | BRA  | 13,29 SB |
| 2     | Micaela de Mello | BRA  | 13,64 SB |
| 3     | Diana Bazalar    | PER  | 13,76    |
| 4     | Camila de Paiva  | BRA  | 13,91 SB |
| 5     | Lucie Koudelová  | CZE  | 14,15    |
| 6     | Rayane Santos    | BRA  | 15,17    |
|       | Adelly Santos    | BRA  | DSQ      |

Wind: −1,5 m/s

#### 400 m Hürden
| Platz | Athlet                  | Land | Zeit (s) |
| ----- | ----------------------- | ---- | -------- |
| 1     | Bianca Amaro dos Santos | BRA  | 57,40 PB |
| 2     | Liliane Parrela         | BRA  | 57,76 SB |
| 3     | Chayenne da Silva       | BRA  | 58,05 SB |
| 4     | Wanessa de Melo         | BRA  | 58,09    |
| 5     | Marlene Santos          | BRA  | 58,92 SB |
| 6     | Valeria Cabezas         | COL  | 59,21 SB |
| 7     | Alessandra Silva        | BRA  | 59,22 SB |
| 8     | Leticia da Silva        | BRA  | 64,92 SB |

#### 3000 m Hindernis
| Platz | Athlet               | Land | Zeit (min)  |
| ----- | -------------------- | ---- | ----------- |
| 1     | Tatiane da Silva     | BRA  | 10:05,03 SB |
| 2     | Roseline Chepngetich | KEN  | 10:09,21    |
| 3     | Mercy Chepkurui      | KEN  | 10:28,46    |
| 4     | Simone Ferraz        | BRA  | 10:39,36 SB |
| 5     | Belén Casetta        | ARG  | 11:01,60 SB |
| 6     | Mirelle da Silva     | BRA  | 11:05,14    |
| 7     | Flávia de Lima       | BRA  | 11:26,88 SB |
| 8     | Jeovana Leopoldina   | BRA  | 11:48,14    |

#### Weitsprung
| Platz | Athletin                  | Land | Weite (m) |
| ----- | ------------------------- | ---- | --------- |
| 1     | Eliane Martins            | BRA  | 6,45      |
| 2     | Gabriele Sousa dos Santos | BRA  | 6,29 SB   |
| 3     | Keila Costa               | BRA  | 6,24 SB   |
| 4     | Thaina Fernandes          | BRA  | 6,14      |
| 5     | Lissandra Campos          | BRA  | 6,08 w    |
| 6     | Paola Mautino             | PER  | 6,07      |
| 7     | Gilailce de Assis         | BRA  | 5,87      |
|       | Macarena Reyes            | CHI  | NM        |

#### Dreisprung
| Platz | Athletin            | Land | Weite (m) |
| ----- | ------------------- | ---- | --------- |
| 1     | Gabriele dos Santos | BRA  | 14,10 w   |
| 2     | Keila Costa         | BRA  | 13,92 SB  |
| 3     | Núbia Soares        | BRA  | 13,84 SB  |
| 4     | Liuba Zaldívar      | ECU  | 13,74 SB  |
| 5     | Kathelyn Norberto   | BRA  | 12,84 SB  |
| 6     | Tânia da Silva      | BRA  | 12,80 SB  |
| 7     | Ana José Tima       | DOM  | 12,71 SB  |
| 8     | Silvana Segura      | PER  | 12,18     |

#### Kugelstoßen
| Platz | Athletin         | Land | Weite (m) |
| ----- | ---------------- | ---- | --------- |
| 1     | Auriol Dongmo    | POR  | 18,57     |
| 2     | Geisa Arcanjo    | BRA  | 17,30     |
| 3     | Jéssica Inchude  | GBS  | 17,04     |
| 4     | Eliana Bandeira  | POR  | 16,63     |
| 5     | Lívia Avancini   | BRA  | 16,58     |
| 6     | Amelia Strickler | GBR  | 16,42     |
| 7     | Keely Rodrigues  | BRA  | 16,09     |
| 8     | Milena Sens      | BRA  | 14,93 SB  |

#### Diskuswurf
| Platz | Athletin           | Land | Weite (m) |
| ----- | ------------------ | ---- | --------- |
| 1     | Liliana Cá         | POR  | 61,91 PB  |
| 2     | Andressa de Morais | BRA  | 60,84 SB  |
| 3     | Fernanda Martins   | BRA  | 60,46     |
| 4     | Kirsty Law         | GBR  | 55,16     |
| 5     | Ailén Armada       | ARG  | 51,91     |
| 6     | Valquiria Meurer   | BRA  | 49,08     |
| 7     | Estefania da Costa | BRA  | 45,36 SB  |

#### Speerwurf
| Platz | Athletin                 | Land | Weite (m) |
| ----- | ------------------------ | ---- | --------- |
| 1     | Jucilene de Lima         | BRA  | 60,89 SB  |
| 2     | María Lucelly Murillo    | COL  | 59,66 SB  |
| 3     | Rafaela Torres Gonçalves | BRA  | 57,15 SB  |
| 4     | Laila Ferrer de Silva    | BRA  | 56,45     |
| 5     | Jo-Ane van Dyk           | RSA  | 55,84 SB  |
| 6     | Coraly Ortiz             | PRI  | 53,61 SB  |
| 7     | Edivania Araujo          | BRA  | 49,62 SB  |
| 8     | Eloah Scramin            | BRA  | 47,25     |